# Pierre-Yves Lebert
Pierre-Yves Lebert est un parolier et scénariste français, né à Paris le 27 novembre 1964.

## Carrière
Entre 1994 et 2000, il écrit une cinquantaine de dramatiques pour France Inter et France Bleue.
Il est dialoguiste pour Cap des Pins, puis scénariste et dialoguiste pour Père et Maire, Groupe Flag, Famille d’Accueil, Tandem, puis créateur et co-scénariste avec Sylvie Coquart et Cristina Arellano, d'Ondes de choc.
En 2000, il écrit également un court métrage cinéma, réalisé par son frère Jean-Christophe Lebert, Le cadavre qui voulait pas qu’on l’enterre.
En 2002, Il écrit les textes de l'album Pêcheur de pierres de Daran. Cette collaboration se pérennise sur les cinq prochains albums de l'artiste,, et sera le point de départ de toutes les autres collaborations ultérieures.
Il signe le texte de la chanson Ailleurs Land, composée par Pascal Obispo pour Florent Pagny, dont l’album du même nom se vend à 1,6 million d’exemplaires.
Un grand nombre d'artistes francophones ont interprété ses chansons,,,,,
En 2018, sort Mon pays c’est l’amour, l’album posthume de Johnny Hallyday, où est inclus le morceau 4m², composé par Yodélice sur des paroles de Pierre-Yves Lebert. En 2020, une chanson inédite du chanteur (issue des sessions d'enregistrements de l'album de 2014 Rester vivant), écrite par Pierre-Yves Lebert et nommée Deux sortes d'hommes est publiée avec le coffret Son rêve américain.
Il a été nommé auteur de l'année Prix de la Création Musicale 2018, et a reçu le Grand Prix de l'UNAC de la chanson française 2015, pour le titre Gens du Voyage.
En décembre 2023 a lieu la première diffusion de Meurtres dans le Cantal, sur France 3, téléfilm réalisé par Sandrine Cohen et produit par Sombrero Fictions, et dont Pierre-Yves Lebert est co-scénariste avec Marie-Luce David. Le téléfilm obtient le meilleur résultat d'audience 2023 pour la collection Meurtres à....

## Discographie
2003
- Florent Pagny (Ailleurs land) : Ailleurs Land (Lebert / Obispo) *single – Demandez à mon cheval (Lebert / Obispo - Asdorve) *single
- Daran (Pêcheur de pierres) : Une sorte d’église *single – rêvé de rien – J’en ai marre – Santé Sécurité – Trains quotidiens – Gyrophare – Casse-tête – Rien de m’y oblige – La haine au bois dormant (toutes composées par Daran)
- Patricia Kaas (Sexe fort) : L’abbé Caillou (Lebert / Obispo – Asdorve)

2004
- David Hallyday (Satellite) : Pardonnez-moi (Lebert / Hallyday)
- Pascal Obispo (Fan) : Je suis de l’Atlantique (Lebert – Hesme / Obispo)
- Francis Maggiuli (Centgral Park) : Paradis (Lebert / Maggiuli)

2005
- Daniel Lévi (Le cœur ouvert) : Qui pourrait dire (Lebert / Lanty)
- Steeve Estatof (À l'envers) : Le succès rend con (Lebert / Daran)
- Gregory Lemarchal (Je deviens moi) : Le feu sur les planches (Lebert / Mézambret) – Promets-moi (Lebert / Mézambret)

2006
- Florent Pagny (Abracadabra) : Le Mur (Lebert / Daran) *single
- Axel Bauer (Bad cowboy) : Tu me tues (Lebert / Uminski)
- Faudel (Mundial Corrida) : Mundial corrida (Lebert / Obispo)
- Michel Sardou (Hors format) : Sature (Lebert / Daran) – Ce qui s’offre (Lebert / Daran) – L’oiseau-Tonnerre (Lebert / Daran)

2007
- Maurane (Si aujourd'hui) : Si aujourd’hui (Lebert / Daran) *single – Tout ce que j’aimais (Lebert / Daran) – Le Bonheur (Lebert / Daran)
- Chimène Badi (Le miroir) : Cent ans si tu m’aimes (Lebert / Obispo)
- Daran (Le petit peuple du bitume) : Le petit peuple du bitume – Mort ou vif – Belle comme… - Le mouvement des marées – Au moins – Caméra de surveillance (toutes composées par Daran)

2008
- Johnny Hallyday (Ça ne finira jamais) : Croire en l’homme (Lebert – Roentgen / Leiber)

2009
- Daran (Couvert de poussière) : Les filles qui font la gueule (Lebert / Daran)

2010
- Julie Zenatti (Plus de diva) : Venise 2037 (Lebert / Château) – Une tête à deux places (Lebert / Château) – Entre l’amour et le confort (Lebert / Château) – Une grande rousse aux yeux verts (Lebert / Château) – Ma douleur est un cheval (Lebert / Château)
- Florent Pagny (Tout et son contraire) : Chacun est un cas (Lebert / Lanty)

2011
- Bande originale du film Monsieur Papa (Kad Merad) : Beauty ‘s on the road – Bird – You’re alive (composées par Daran)

2012
- Daran (L'homme dont les bras sont des branches) : Il y a un animal – Où va la joie – La machine – Une caresse une claque – L’homme dont les bras sont des branches – Merci qui – Phare du four – Pas peur (toutes composées par Daran)
- Comédie musicale Adam et Eve : la seconde chance : Do U wanna be my luv – Time to see the light – Pas aux normes – Je te jure – Les passages (toutes composées par Pascal Obispo)

2013
- Axel Bauer (Peaux de serpent) : Tous les hommes à la mer (Lebert – Aubert / Bauer) – La chasse à l’instant (Lebert / Bauer) – Lève-toi (Lebert / Bauer)
- Florent Mothe : Open Space Circus (Lebert / Cahen - Mothe)
- Guillo : Comme un pied (Lebert / Galiana - Vitas)

2014
- Johnny Hallyday (Rester vivant): Chanteur de chansons (Lebert / Yodelice)
- Maurane (Ouvre): Ouvre (Lebert / Daran) – Trop forte (Lebert / Daran) *single – A part être (Lebert / Maillard) – Sous ces yeux-là (Lebert / Verhees) single  - Ta peau est un poète (Lebert / Daran)
- Daran (Le monde perdu) : Gens du voyage (prix de l’UNAC 2015) *single – Gentil – Mieux qu’en face – Des portes – Rien ne dit – Tchernobyl – Valentine’s dead – Une sorte d’église – Le bal des poulets (toutes composées par Daran)

2015
- Julien Loko (Grafitti cowboy) : Et ça danse (Lebert / Loko) – Paradis trouvé (Lebert / Loko)

2016
- Vincent Niclo : Celui qui aime (Lebert / Obispo)
- Guillo : Le chien de la fille (Lebert / Galiana)

2017
- Daran (Endorphine): Dur à cuire – Elle dit – Pauvre ça rime à rien – Halima – Tout tout seul – Une plage sans chiens – Je repars *single (toutes composées par Daran)
- Comédie musicale Jésus, de Nazareth à Jérusalem[16] : Danse démon danse – La ballade des pêcheurs de Tibériade – La bonne nouvelle *single – Toi qui nous as appris l’amour – Mon père – Le blasphème – La première pierre – La vérité (toutes composées par Pascal Obispo)
- Julien Clerc (À Nos amours) : Je t'aime, etc (Lebert / Calogéro – Clerc)

2018
- Pascal Obispo (Obispo) : Chante la rue chante (Lebert / Obispo) – Poète maudit (Lebert / Obispo)
- Johnny Hallyday (Mon pays c'est l'amour) : 4m2 (Lebert / Yodelice)
- Fred Blondin (Pas de vie sans blues): Pas de vie sans blues (Lebert / Daran)

2019
- Florent Pagny (Aime la vie[17]) : Revenons sur terre (Lebert – Cosso / Daran) et Du bruit avec ma bouche (Lebert / Daran)

2020
- Nawel Ben Kraiem (Délivrance) : Mes rêves (Lebert / Ben Kraiem)
- Johnny Hallyday (Son rêve américain, inédit) : Deux sortes d’hommes (Lebert / Daran)
- Benabar : Les belles histoires (Lebert / Nicolini)[18]
- Alice Animal : Tes éléphants roses (Lebert / Girodeau)

2021
- Bénabar (Indocile heureux) : Oui et alors (Bénabar - Pierre-Yves Lebert / Bénabar) - Les belles histoires (Bénabar - Pierre-Yves Lebert / Bénabar) - Au nom du temps perdu (Bénabar -  Pierre-Yves Lebert / Bénabar) - Une âme de poète (Bénabar - Pierre-Yves Lebert / Bénabar - Johan Dalgard) - William et Jack (Bénabar - Pierre-Yves Lebert / Davide Esposito) - Les filles de plus de 40 ans (Bénabar - Pierre-Yves Lebert / Bénabar) - Les indociles heureux (Bénabar - Pierre-Yves Lebert / Bénabar)
- Les Pepe Ly : Et c'est légal (Pierre-Yves Lebert / Eric Bensoussan) - Mon chien (Pierre-Yves Lebert / Eric Bensoussan)
- Sheila (album Venue d'ailleurs) : Chaman (Pierre-Yves Lebert / Eric Azhar)
- Bénabar (On lâche pas l'affaire) : Monogame (Pierre-Yves Lebert / Bénabar) - Reviens me quitter (Pierre-Yves Lebert - Bénabar / Bénabar - Yohan Dalgard - Bertrand Lamblot) - Chez les corses (Bénabar - Pierre-Yves Lebert / Thierry Geoffroy) - C'était quoi l'info ? (Bénabar - Pierre-Yves Lebert / Bénabar) - A contre-nuit (Bénabar - Pierre-Yves Lebert / Bénabar - Davide Esposito - Thierry Geoffroy) - Une âme de poète, version longue (Bénabar - PIerre-Yves Lebert / Bénabar Johan Dalgard)
- François Staal (L'humaine beauté) : C'est maintenant (Pierre-Yves Lebert / François Staal)

2022
- Axel Bauer (Radio Londres)[19] : L'homme qui court (Lebert / Bauer) - Achète-moi une âme (Lebert / Bauer) - J'aime ça (Lebert / Bauer) - Ce que tu ne sais pas (Lebert / Bauer) - Le jour se lève (Lebert - Bauer)
- Clarisse Lavanant (Ici) : Ici (Lebert / Lavanant)

2023
- Orlika : Le monde à l'envers (Lebert / Shalom Hanoch)

2024
- Daran (Grand hôtel apocalypse) : Choisis (Lebert / Daran), Je voulais te dire (Lebert / Daran), Je n'ai jamais vu personne (Lebert / Filippi / Daran), Tu fais semblant (Lebert / Daran), Ton image partout (Lebert / Daran), L'humain qui gêne (Lebert / Daran), On me dit que tu es en ville (Lebert / Daran), Plus jamais nous (Lebert / Daran), Dimanche soir (Lebert / Daran), Hôtel Apocalypse (Lebert / Daran), En rêve (Lebert / Daran)
- Pascal Obispo (L'archipel des séquelles) : Le rire (Lebert / Obispo) duo avec Anne Sila

2025
- Sheila (A l'avenir) : Dilemme (Lebert / Daran), Les amoureux (Lebert / Azhar), Et Dieu dans tout ça (Lebert / Daran), A l'avenir (Lebert / Azhar), Une petite âme blanche (Lebert / Anthony)